# Сере (дим)
Се́ре (греч. Δήμος Σερρών) — община (дим) в Греции. Входит в одноимённую периферийную единицу в периферии Центральная Македония. Население 76 817 жителей по переписи 2011 года. Площадь 600,479 квадратного километра. Плотность 127,93 человека на квадратный километр. Административный центр — Сере. Димархом на местных выборах 2014 года избран Петрос Ангелидис (Πέτρος Αγγελίδης).
Создана в 1918 году (ΦΕΚ 248Α). В 2010 году (ΦΕΚ 87Α) по программе «Калликратис» к общине Сере присоединены упразднённые общины Митрусион, Лефкон и Скутари, а также сообщества Ано-Вронду и Орини.

## Административное деление

Административное деление общины:
1 — Сере
2 — по часовой стрелке снизу: Скутари, Митрусион, Лефкон, Орини, Ано-Вронду

Община (дим) Сере делится на 6 общинных единиц.